# Хокеј на леду за жене на Зимским олимпијским играма 1998.
Хокеј на леду за жене у уврштен је у програм Зимских олимпијских игара 1998 у Нагану у Јапану у периоду од 8. до 17. фебруара.
Учествовало је 6 екипа. У првом кругу играло се по једнокружном лига систему (свако против сваког једну утакмицу). Даље се играло за пласман на основу заузетог места на табели добијеној после првог круга. Тећепласиране су са четвртопласираним играле за треће место, а првопласиране и другопласиране за прво место. Поредак за пето и шесто место је остао као у табели, јер се није играла утакмица за пето место.

## Резултати

### Група
| Датум       | Време | Екипа  |   |   |    | Екипа   |
| ----------- | ----- | ------ | - | - | -- | ------- |
| 8. фебруар  | 12:00 | Финска | 6 | - | 0  | Шведска |
| 8. фебруар  | 16:00 | Јапан  | 0 | - | 13 | Канада  |
| 8. фебруар  | 20:00 | САД    | 5 | - | 0  | Кина    |
| 9. фебруар  | 12:00 | Јапан  | 1 | - | 11 | Финска  |
| 9. фебруар  | 16:00 | САД    | 7 | - | 1  | Шведска |
| 9. фебруар  | 20:00 | Канада | 2 | - | 0  | Кина    |
| 11. фебруар | 12:00 | Канада | 5 | - | 3  | Шведска |
| 11. фебруар | 16:00 | Јапан  | 1 | - | 6  | Кина    |
| 11. фебруар | 20:00 | САД    | 4 | - | 2  | Финска  |
| 12. фебруар | 12:00 | Кина   | 3 | - | 1  | Шведска |
| 12. фебруар | 16:00 | Јапан  | 0 | - | 10 | САД     |
| 12. фебруар | 20:00 | Канада | 4 | - | 2  | Финска  |
| 14. фебруар | 12:00 | Јапан  | 0 | - | 5  | Шведска |
| 14. фебруар | 16:00 | Финска | 6 | - | 1  | Кина    |
| 14. фебруар | 20:00 | САД    | 7 | - | 4  | Канада  |

| Пласман | Екипа   | ИГ | П | Н | И | ГД | ГП | Бод. |
| ------- | ------- | -- | - | - | - | -- | -- | ---- |
| 1       | САД     | 5  | 5 | 0 | 0 | 33 | 7  | 10   |
| 2       | Канада  | 5  | 4 | 0 | 1 | 28 | 12 | 8    |
| 3       | Финска  | 5  | 3 | 0 | 2 | 27 | 10 | 6    |
| 4       | Кина    | 5  | 2 | 0 | 3 | 10 | 15 | 4    |
| 5       | Шведска | 5  | 1 | 0 | 4 | 10 | 21 | 2    |
| 6       | Јапан   | 5  | 0 | 0 | 5 | 2  | 45 | 0    |

ИГ = Играо утакмица; Д = Добио; Н = Нерешио; И = Изгубио; ГД = Голова дао; ГП = Голова примио; Бод = Бодови

### Меч за треће место
| Датум       | Време | Екипа  |   |   |   | Екипа |
| ----------- | ----- | ------ | - | - | - | ----- |
| 17. фебруар | 14:00 | Финска | 4 | - | 1 | Кина  |

### Финале
| Датум       | Време | Екипа |   |   |   | Екипа  |
| ----------- | ----- | ----- | - | - | - | ------ |
| 17. фебруар | 18:00 | САД   | 3 | - | 1 | Канада |

## Састави екипа победница
| 1. | САД    | Карин Бај, Крис Бејли, Лори Бејкер, Алана Блејхоски, Лиса Браун-Милер, Сандра Вајт, Ками Гранато, Тришија Дан, Сара Декоста, Гречен Јулион, Кејти Кинг, Колин Којн, Шели Луни, Сју Мерц, Алисон Млечко, Вики Мовсесијан, Тара Мунси, Анђела Руђиери, Џени Потер, Сата Тјутинг                               |
| 2  | Канада | Џенифер Ботрил, Тереза Брисон, Хејли Викенхејзер, Стејси Вилсон, Данијел Гојет, Џуди Дидјук, Лори Дипуа, Ненси Дролет, Беки Келар, Кејси Кембел, Кетрин Мекормак, Карен Нистром, Манон Рауме, Лесли Редон, Вики Санохара, Френс Сент Луис, Фиона Смит, Џејна Хефорд, Џералдина Хини, Лаура Шулер            |
| 3  | Финска | Сари Фиск, Кирси Ханинен, Сату Хуотари, Мариан Ихалаинен, Јохана Иконен, Сари Крокс, Ема Лаксонен, Сана Ланкосари, Катја Лехд, Марика Лехтимаки, Рика Нијеминен, Марја-Хелена Палвила, Тула Пупути, Каролина Рантамаки, Тија Рејма, Катја Рипи, Пајви Сало, Марија Селин, Лиса-Марија Снек, Петра Варакалио |